# فوسكريسينسكويي (مقاطعة ساراتوف)
فوسكريسينسكويي (بالروسية: Воскресенское) هي مدينة في مقاطعة ساراتوف أوبلاست في روسيا.